# Portada/efemèride novembre 2
Marie Laforêt
« 1 de novembre · 2 de novembre · 3 de novembre »